# Alexandre Gortchiline
Alexandre Pavlovitch Gortchiline (en russe : Александр Павлович Горчилин), né le 3 mars 1992 à Moscou, est un acteur et réalisateur russe.

## Biographie
Il est né à Moscou et élevé sans père. Parallèlement à ses études, il va aux cours du théâtre musical du jeune acteur. Il commence à jouer en 2006 pour une série télévisée intitulée Trois en haut (Трое сверху).
En 2008, il entre à l'École-studio du Théâtre d'Art académique de Moscou, dans la classe de Kirill Serebrennikov. En 2012, il sort diplômé de l'École-studio et intègre la troupe du Centre Gogol sous la direction de Kirill Serebrennikov.
Il débute comme réalisateur dans Acid, recevant en 2018 un prix du concours Kinotavr. Début. À 'automne de la même année, il prend part au concert dédié à Iouri Tchernavski Retour à l'île des Bananes, interprétant la chanson Bonjour, garçon Bananan («Здравствуй, мальчик Бананан»).

## Filmographie

### Acteur
- 2007 : Papiny Dochki (Папины дочки) : Evgueni Zakharov, petit-ami de Jenia (épisodes 4-7, 11)
- 2008 : Deux fois dans la même rivière (Дважды в одну реку) d'Alexeï Mouradov : Olejka
- 2014 : Oui et oui (Да и да) de Valeria Gaï Germanica : le styliste
- 2016 :  Zoologie (Зоология) d'Ivan Tverdovski : le styliste
- 2017 : Le Disciple (Ученик)  de Kirill Serebrennikov : Grigori Zaïtsev
- 2017 : Blockbuster (Блокбастер)  de Roman Volobouïev : Artemi
- 2018 : Leto (Лето) de Kirill Serebrennikov : Pank
- 2018 : Icare (Икария) de Javor Gardev : Filipp
- 2021 : Quelqu'un a-t-il vu ma copine ? d'Angelina Nikonova : Sergueï
- 2022 : La Femme de Tchaïkovski de Kirill Serebrennikov : Anatoli Brandoukov
- 2023 : Clipmakers de Grigori Konstantinopolski : Gricha

### Réalisateur
- 2018 : Acid (Кислота)